# Jean-Marie Dedecker
Jean-Marie Louis Dedecker, född 13 juni 1952 i Nieuwpoort, Belgien, är en belgisk politiker.
Dedecker blev först känd som judotränare, och bidrog bland annat till att Belgien erövrade flera olympiska guld i sporten. 1999 och 2003 valdes Dedecker in som ledamot av Belgiens senat för det flamländska liberala partiet VLD. Efter att ha blivit utesluten ur VLD var han medlem av Ny-Flamländska Alliansen (N-VA) en kortare tid i slutet av 2006 innan han i januari 2007 lanserade sitt eget parti - Lijst Dedecker. Partiet deltog i parlamentsvalet i Belgien 2007 och fick fem platser i Representantkammaren och en plats i Senaten.